# آنتابامبا
آنتابامبا (به اسپانیایی: Antabamba) یک شهرک در پرو است که در استان آنتابامبا واقع شده‌است. آنتابامبا ۳٬۶۳۶ متر بالاتر از سطح دریا واقع شده‌است.